# Takamasa Anai
Takamasa Anai –en japonés, 穴井 隆将, Anai Takamasa– (Oita, 5 de agosto de 1984) es un deportista japonés que compitió en judo.
Ganó dos medallas en el Campeonato Mundial de Judo en los años 2009 y 2010, y dos medallas en el Campeonato Asiático de Judo en los años 2005 y 2007. En los Juegos Asiáticos de 2010 consiguió una medalla de plata.

## Palmarés internacional
| Campeonato Mundial  | Campeonato Mundial      | Campeonato Mundial | Campeonato Mundial |
| Año                 | Lugar                   | Medalla            | Categoría          |
| ------------------- | ----------------------- | ------------------ | ------------------ |
| 2009                | Róterdam (Países Bajos) | Medalla de bronce  | –100 kg            |
| 2010                | Tokio (Japón)           | Medalla de oro     | –100 kg            |
| Juegos Asiáticos    |                         |                    |                    |
| Año                 | Lugar                   | Medalla            | Categoría          |
| 2010                | Cantón (China)          | Medalla de plata   | –100 kg            |
| Campeonato Asiático |                         |                    |                    |
| Año                 | Lugar                   | Medalla            | Categoría          |
| 2005                | Taskent (Uzbekistán)    | Medalla de bronce  | –100 kg            |
| 2007                | Kuwait (Kuwait)         | Medalla de oro     | –100 kg            |